# 1216 (szám)
Az 1216 (római számmal: MCCXVI) az 1215 és 1217 között található természetes szám.

## A szám a matematikában
A tízes számrendszerbeli 1216-os a kettes számrendszerben 10011000000, a nyolcas számrendszerben 2300, a tizenhatos számrendszerben 4C0 alakban írható fel.
Az 1216 páros szám, összetett szám. Kanonikus alakja 35 · 51, normálalakban az 1,216 · 103 szorzattal írható fel. Tizennégy osztója van a természetes számok halmazán, ezek növekvő sorrendben: 1, 2, 4, 8, 16, 19, 32, 38, 64, 76, 152, 304, 608 és 1216.
Az 1216 kilencszögszám és tizenkétszögszám.
Az 1216 két szám valódiosztó-összegeként áll elő, ezek az 1264 és a 2426.

## Csillagászat
- 1216 Askania kisbolygó